# Кјузи (Козенца)
Кјузи је насеље у Италији у округу Козенца, региону Калабрија.
Према процени из 2011. у насељу је живело 68 становника. Насеље се налази на надморској висини од 609 м.